# Somileptus gongota
Somileptus gongota es una especie de pez de la familia Cobitidae en el orden de los Cypriniformes.

## Morfología
• Los machos pueden llegar alcanzar los 13 cm de longitud total.

## Hábitat
Vive en zonas de clima tropical entre 18 °C - 22 °C de temperatura.

## Distribución geográfica
Se encuentra en la India, Bangladés  y Nepal